# Љубазност
Љубазност или учтивост је карактерна особина која карактерише особу са добрим манирима, добрим понашањем и образовањем.
Љубазност обично значи способност комуницирања са људима са поштовањем и тактиком, спремност да се пронађе компромис и саслушају супротне тачке гледишта. Учтивост се сматра изразом лепог понашања и познавања бонтона. 
Пошто је љубазност културни феномен, оно што се у једној култури сматра учтивим може се сматрати непристојним или чудним у другој. У главном, љубазност омогућава људима да се осећају пријатно у друштву других и избегавају напетост у односима. Међутим, разлике у правилима понашања људи различитих култура и подкултура такође могу довести до тога да се, као резултат тога, неки од присутних могу осећати непријатно, посрамљени због грубости својих манира, или чак да схватају оно шта се дешава као насилно.

## Врсте
Језиколози Браун и Левинсон разликују четири врсте љубазности:
- Негативна љубазност је истицање саговорниковог права да бира у датој ситуацији користећи фразе попут „ако ти не смета” или „ако ти није тешко”;
- Позитивна љубазност је израз поштовања према потреби људи да буду цењени и схваћени.
- Неасертивна љубазност је када се особа уздржава од коментара или истицања својих уверења током разговора, да би остала љубазна према осталим присутнима. То је такође када се особа сложи са одлуком коју је донео неко други, да не би изгледао непристојно: у суштини следећи општа друштвена правила.
- Асертивна љубазност може да буде када особа понуди своје мишљење на позитиван и изградив начин да би била помоћна и била од помоћи током сарадње са другима, или се уздржава од наводне сагласности са нечим са чиме се, у ствари, не слаже на начин који не вређа друге.

Поред тога, постоје проучавања о родној зависности облика учтивости.

## Родне разлике
Нека истраживања показују да жене чешће користе љубазне форме од мушкараца, али разлог за то није поуздано утврђен. Савремена истраживања сугеришу да су разлике у употреби учтивости сложене, јер постоји јасна веза између норми учтивости и стереотипног речника белих жена средње класе у Великој Британији и САД. Жене су склоније сентименталности и учтивости. Тако је Лиза Гладен, америчка адвокатица и сенаторка за кривична дела, тврдила да су „непристојни и љути мушкарци погоднији за затворски рад“. Бранећи свој став, она је изјавила следеће: „Постоји много познатих случајева да криминалци заводе чуваре. Они дају комплименте и одишу љубазношћу, па се заточници у њих заљубе.” — Лиза Гладен, правник.

## Културне разлике
Јапански научници тврде да у источној култури, за разлику од западне културе, учтивост није произвољан чин, већ одражава друштвену хијерархију. На јапанском језику постоје два нивоа љубазне комуникације, један за вољене особе, породицу и пријатеље, други за све остале. Поред тога, постоје различита језичка средства за љубазно обраћање у зависности од пола, старости, друштвеног статуса, степена интимности и других културолошких фактора.

## Технике
Постоји низ техника које се могу користити да изгледају љубазно. Неке технике укључују изражавање несигурности и двосмислености путем заштите и индиректности, љубазног прихварања или употребе еуфемизама.
Поред тога, могу се користити питања са ознакама за усмеравање изјава, као што је „Били сте у продавници, зар не?“ 
Постоје три типа ознака: модалне ознаке, афективне ознаке и олакшавајуће ознаке. 
- Модалне ознаке захтевају информације за које говорник није сигуран: „Још нисте били у продавници, зар не?“
- Афективне ознаке указују на забринутост за слушаоца: „Ниси дуго овде, зар не?
- Фацилитативне ознаке позивају примаоца да прокоментарише захтев који је упућен: „Можеш то да урадиш, зар не?“ Коначно, омекшивачи смањују силу онога што би био оштар захтев: „Дај ми ту ствар, можеш ли?“